# Gầm ghì vằn
Macropygia unchall là một loài chim trong họ Columbidae. Loài này có ở Bangladesh, Bhutan, Campuchia, Trung Quốc, Ấn Độ, Indonesia, Lào, Malaysia, Myanmar, Nepal, Thái Lan và Việt Nam. Nó được đánh giá là một loài ít quan tâm nhất đến Liên minh quốc tế về bảo tồn thiên nhiên Danh sách đỏ các loài nguy cấp.

## Phân loại
Nhà điểu học Đức herpetologist Johann Georg Wagler lần đầu tiên mô tả loài chim này trong năm 1827. Nó có ba phân loài được công nhận:

- M. u. tusalia (Blyth, 1843)
- M. u. minor (Swinhoe, 1870)
- M. u. unchall (Wagler, 1827)

## Mô tả

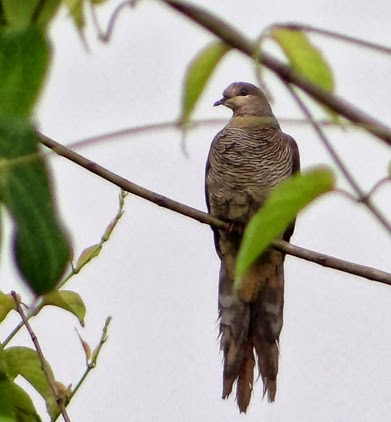
Hình ảnh

Loài chim này có chiều dài 37 đến 41 cm (15 đến 16 in) và cân nặng 153 đến 182 g (5,4 đến 6,4 oz). Cỏ họng và trên đầu màu vàng da bò và trở nên xám hơi hồng tại chỏm đầu. Mống mắt vàng hoặc nâu nhạt, mỏ màu đen và ngắn, chân màu đỏ. có màu nâu sẫm phía trên. Mặt sau, lớp phủ (giữa đầu và phần đầu sau lưng), phần đuôi, lớp vỏ cánh, và vai có màu nâu đỏ. Đuôi có màu nâu đen, và nặng nề có màu nâu đỏ.

## Phân bố và môi trường sống
Loài chim này được tìm thấy từ dãy Himalayan đến Đông Nam Á.  sống ở các rừng cây nhiệt đới cận nhiệt đới dày đặc ở độ cao từ 800 đến 3.000 m (2,600 đến 9,800 ft) từ mực nước biển, trên dốc núi.  Chúng thích rìa và rìa của rừng già và rừng tăng trưởng thứ cấp.

## Hành vi
Loài chim này sống trong các đàn nhỏ. Chúng ăn các loài quả mọng, hạt, chồi, ngũ cốc, chồi, quả đầu, và những quả táo nhỏ. 